# 5-я отдельная железнодорожная бригада
5-я отдельная железнодорожная Познанская Краснознамённая бригада — формирование (соединение) Железнодорожных войск Российской Федерации.
Бригада дислоцируется в городе Абакан Республики Хакасия. Условное наименование — Войсковая часть № 01662 (в/ч 01662). Сокращённое наименование — 5 ождбр. Соединение входит в состав Центрального военного округа.
Формирование соединения начато 6 июля 1932 года. Является старейшим соединением железнодорожных войск России.

## История
История 5-й железнодорожной бригады началась 6 июля 1932 года. По постановлению Совета Труда и Обороны СССР, от 14 января 1932 года, в РККА был сформирован особый железнодорожный корпус, в составе управления и пяти отдельных железнодорожных бригад, для обустройства Трансиба и строительства БАМа. В период с 10 марта по 6 июля 1932 года прошло сформирование и 5-й отдельной железнодорожной бригады. Формирование дислоцировалась на Дальнем Востоке СССР.
В начале весны 1941 года отдельное соединение было передислоцировано на Запад Союза, на Львовскую железную дорогу, для строительства, реконструкции и обустройства путевого хозяйства ЖД.
Отдельной строкой вписан в историю подвиг воинов-железнодорожников соединения в годы Великой Отечественной войны. 22 июня 1941 года с началом Великой Отечественной войны она вошла в состав действующей армии, в войска Юго-Западного фронта. Части соединения начали свой боевой путь с Западной Украины, а встретили Победу во Франкфурте-на-Одере. За образцовое выполнение боевых заданий бригада награждена орденом Красного Знамени. 5 апреля 1945 года за отличие в боях за овладение городом и крепостью Познань в ходе Варшавско-Познанской наступательной операции бригаде присвоено почетное наименование «Познанская». Пяти военнослужащим присвоено звание Героя, а более семи тысяч воинов-железнодорожников награждены орденами и медалями СССР и иностранных государств.
После войны воины-железнодорожники занимались строительством большого количества линейно-путевых зданий, объектов производственного назначения и соцкультбыта, что способствовало быстрому развитию новых регионов Севера Сибири и Хакасии, освоению новых нефтяных, газовых и угольных месторождений. В их число входит строительство железнодорожной линии Ивдель — Обь, железной дороги Решёты — Арамиль, вторых железнодорожных путей Абакан — Тайшет, Абакан — Междуреченск. С 1979 года железнодорожная бригада дислоцируется в Абакане.
После Распада СССР, военнослужащие железнодорожной бригады участвовали в ликвидации последствий техногенной аварии на Саяно-Шушенской ГЭС, восстанавливали разрушенный водной стихией железнодорожный мост через реку Абакан, принимали активное участие в тушении лесных пожаров и ликвидации наводнений в Хакасии. Занимались строительством обходного участка железной дороги Журавка — Миллерово (Воронежская область).
Бригада принимала участие в учениях: военно-транспортном «Рубеж-2000», в оперативно-стратегических «Магистраль-2005», «Восток-2010» и «Центр 2011».
В апреле 2021 года, за высокую боевую выучку, самоотверженный ратный труд при выполнении специальных задач по строительству железных дорог и ликвидации последствий стихийных бедствий и катастроф, бригаде вручён знак воинской доблести — Полковая чаша Министерства обороны Российской Федерации.

### Вторжение России на Украину
Из открытых источников по состоянию на сентябрь 2022 известно о потерях шести военнослужащих 5-й ождбр во время вторжения в Украину в 2022 году:.

## Описание
Помимо строительства железнодорожных и автомобильных путей, бригада занимается возведением наплавных железнодорожных мостов, рамно-эстакадных железнодорожных мостов. К непрофильным задачам, выполняемых военнослужащими, относятся ликвидация лесных пожаров, борьба с паводками.